# Shunyang
Shunyang (kinesiska: 顺阳) är en socken i sydöstra Kina. Den ligger i Jian'ou i staden Nanping i provinsen Fujian, omkring 130 kilometer nordväst om provinshuvudstaden Fuzhou. Antalet invånare är 9 193. Befolkningen består av 4 315 kvinnor och 4 878 män. Barn under 15 år utgör 16,0 %, vuxna 15-64 år 73 %, och äldre över 65 år 9,0 %.